# PQ-2
PQ-2 — арктический конвой времён Второй мировой войны.
Малый океанский тихоходный специальный конвой PQ-2 был отправлен в СССР 13 октября 1941 года, конвой вышел из порта Ливерпуль (Англия), в направлении Скапа-Флоу (Оркнейские острова), куда прибыл 16 октября, после дозаправки 17 октября вышел в направлении Архангельска, со стратегическими грузами и военной техникой из США и Великобритании. 30 октября 1941 года он прибыл в Архангельск в полном составе.

## Состав конвоя
Конвой, вышедший из Скапа-Флоу состоял из 6 грузовых судов. Его сопровождали крейсер, 2 эсминца и 5 тральщиков военно-морского флота Великобритании.

### Грузовые суда конвоя
Торговые суда, тоннажем свыше 2 700 тонн:
| Список грузовых судов конвоя PQ-2 | Список грузовых судов конвоя PQ-2 | Список грузовых судов конвоя PQ-2 | Список грузовых судов конвоя PQ-2 | Список грузовых судов конвоя PQ-2 | Список грузовых судов конвоя PQ-2 | Список грузовых судов конвоя PQ-2 | Список грузовых судов конвоя PQ-2 | Список грузовых судов конвоя PQ-2 | Список грузовых судов конвоя PQ-2 | Список грузовых судов конвоя PQ-2                                     |
| № п/п                             | Название судна русское            | Название судна английское         | Тип судна                         | Страна флага                      | № в ордере (CR)                   | Тоннаж (брт)                      | Год закладки                      | Груз                              | Экипаж/потери                     | Дополнительная информация                                             |
| --------------------------------- | --------------------------------- | --------------------------------- | --------------------------------- | --------------------------------- | --------------------------------- | --------------------------------- | --------------------------------- | --------------------------------- | --------------------------------- | --------------------------------------------------------------------- |
| 1                                 | «Эмпайр Баффин»                   | SS Empire Baffin                  | грузовое судно                    | Великобритания                    | 22                                | 6 978                             | 1941                              | Стратегический груз               |                                   | Прибыл в Архангельск 30 октября.                                      |
| 2                                 | «Харпалион»                       | SS Harpalion                      | грузовое судно                    | Великобритания                    | 21                                | 5 486                             | 1932                              | Стратегический груз               |                                   | Вице-коммодор группы торговых судов. Прибыл в Архангельск 30 октября. |
| 3                                 | «Хартлбери»                       | SS Hartlebury                     | грузовое судно                    | Великобритания                    | 32                                | 5 082                             | 1934                              | Стратегический груз               |                                   | Прибыл в Архангельск 30 октября.                                      |
| 4                                 | «Кхети»                           | MV Kheti                          | грузовое судно                    | Великобритания                    | --                                | 2 734                             | 1927                              | Боеприпасы                        |                                   | Прибыл в Скапа-Флоу 16 октября.                                       |
| 5                                 | «Ориент Сити»                     | SS Orient City                    | грузовое судно                    | Великобритания                    | 11                                | 5 095                             | 1940                              | Стратегический груз               |                                   | Коммодор группы торговых судов. Прибыл в Архангельск 30 октября.      |
| 6                                 | «Куин Сити»                       | SS Queen City                     | грузовое судно                    | Великобритания                    | 31                                | 4 814                             | 1924                              | Стратегический груз               |                                   | Прибыл в Архангельск 30 октября.                                      |
| 7                                 | «Тэмпл Арч»                       | SS Temple Arch                    | грузовое судно                    | Великобритания                    | 12                                | 5 138                             | 1940                              | Стратегический груз               |                                   | Прибыл в Архангельск 30 октября.                                      |

### Эскорт
| Список судов охранения конвоя PQ-2                                                                  | Список судов охранения конвоя PQ-2                                                                  | Список судов охранения конвоя PQ-2                                                                  | Список судов охранения конвоя PQ-2                                                                  | Список судов охранения конвоя PQ-2                                                                  | Список судов охранения конвоя PQ-2                                                                  | Список судов охранения конвоя PQ-2                                                                  | Список судов охранения конвоя PQ-2                                                                  |
| № п/п                                                                                               | Тип                                                                                                 | Номер вымпела                                                                                       | Название судна английское                                                                           | Название судна русское                                                                              | Страна флага                                                                                        | Капитан                                                                                             | Дополнительная информация                                                                           |
| Сопровождение судов конвоя PQ-2, на протяжении всего маршрута с 14 октября по 30 октября 1941 года. | Сопровождение судов конвоя PQ-2, на протяжении всего маршрута с 14 октября по 30 октября 1941 года. | Сопровождение судов конвоя PQ-2, на протяжении всего маршрута с 14 октября по 30 октября 1941 года. | Сопровождение судов конвоя PQ-2, на протяжении всего маршрута с 14 октября по 30 октября 1941 года. | Сопровождение судов конвоя PQ-2, на протяжении всего маршрута с 14 октября по 30 октября 1941 года. | Сопровождение судов конвоя PQ-2, на протяжении всего маршрута с 14 октября по 30 октября 1941 года. | Сопровождение судов конвоя PQ-2, на протяжении всего маршрута с 14 октября по 30 октября 1941 года. | Сопровождение судов конвоя PQ-2, на протяжении всего маршрута с 14 октября по 30 октября 1941 года. |
| --------------------------------------------------------------------------------------------------- | --------------------------------------------------------------------------------------------------- | --------------------------------------------------------------------------------------------------- | --------------------------------------------------------------------------------------------------- | --------------------------------------------------------------------------------------------------- | --------------------------------------------------------------------------------------------------- | --------------------------------------------------------------------------------------------------- | --------------------------------------------------------------------------------------------------- |
| 1                                                                                                   | Тральщик типа «Хальсион»                                                                            | N85                                                                                                 | HMS Seagull                                                                                         | ЕВК «Сигал»                                                                                         | Великобритания                                                                                      | капитан-лейтенант Чарльз Харингтон Поллок                                                           | |
| 2                                                                                                   | Тральщик типа «Хальсион»                                                                            | J17                                                                                                 | HMS Speedy                                                                                          | ЕВК «Спиди»                                                                                         | Великобритания                                                                                      | лейтенант Джон Джеффри Брукс                                                                        | |
| Сопровождение судов конвоя PQ-2 от Скапа-Флоу до Архангельска.                                      | | | | | | | |
| 3                                                                                                   | Тяжёлый крейсер типа «Норфолк»                                                                      | 78                                                                                                  | HMS Norfolk                                                                                         | ЕВК «Норфолк»                                                                                       | Великобритания                                                                                      | капитан Альфред Джером Люциан Филлипс                                                               | Сопровождал конвой с 18 по 30 октября 1941 года.                                                    |
| 4                                                                                                   | Эсминец типа «E»                                                                                    | H08                                                                                                 | HMS Eclipse                                                                                         | ЕВК «Эклипс»                                                                                        | Великобритания                                                                                      | капитан-лейтенант Иво Томас Кларк                                                                   | Сопровождал конвой с 17 по 30 октября 1941 года.                                                    |
| 5                                                                                                   | Эсминец типа «I»                                                                                    | D03                                                                                                 | HMS Icarus                                                                                          | ЕВК «Икарус»                                                                                        | Великобритания                                                                                      | капитан-лейтенант Колин Дуглас Мауд                                                                 | Сопровождал конвой с 17 по 30 октября 1941 года.                                                    |
| 6                                                                                                   | Тральщик типа «Хальсион»                                                                            | J11                                                                                                 | HMS Bramble                                                                                         | ЕВК «Брэмбл»                                                                                        | Великобритания                                                                                      | капитан Джон Харвей Форбс Кромби                                                                    | Сопровождал конвой с 17 по 30 октября 1941 года.                                                    |
| Сопровождение судов конвоя PQ-2, в прибрежных водах СССР.                                           | | | | | | | |
| 7                                                                                                   | Тральщик типа «Хальсион»                                                                            | J63                                                                                                 | HMS Gossamer                                                                                        | ЕВК «Госсамер»                                                                                      | Великобритания                                                                                      | капитан-лейтенант Томас Кросби Крис                                                                 | Сопровождал конвой с 29 по 30 октября 1941 года.                                                    |
| 8                                                                                                   | Тральщик типа «Хальсион»                                                                            | J93                                                                                                 | HMS Leda                                                                                            | ЕВК «Леда»                                                                                          | Великобритания                                                                                      | капитан-лейтенант Алан Дэвид Хастингс Джей                                                          | Сопровождал конвой с 29 по 30 октября 1941 года.                                                    |
| 9                                                                                                   | Тральщик типа «Хальсион»                                                                            | J82                                                                                                 | HMS Hussar                                                                                          | ЕВК «Хузар»                                                                                         | Великобритания                                                                                      | лейтенант Дэнис Харольд Палмер Гардинер                                                             | Сопровождал конвой с 29 по 30 октября 1941 года.                                                    |
| 10                                                                                                  | Эскадренный миноносец типа «Орфей»                                                                  | | | «Урицкий»                                                                                           | СССР                                                                                                | | Участвовал в выводе ледоколов и транспортов из Арктики.                                             |
| 11                                                                                                  | Эскадренный миноносец типа «Лейтенант Ильин»                                                        | | | «Валериан Куйбышев»                                                                                 | СССР                                                                                                | | Участвовал в выводе ледоколов и транспортов из Арктики.                                             |

## Использованная литература и источники
1. ↑  SS Empire Baffin (1941) (англ.). clydesite.co.uk. Дата обращения: 17 декабря 2011. Архивировано из оригинала 28 июля 2012 года.
2. ↑  SS Harpalion (англ.). uboat.net. Дата обращения: 17 декабря 2011. Архивировано из оригинала 28 июля 2012 года.
3. ↑  SS Harpalion (англ.). wrecksite.eu. Дата обращения: 17 декабря 2011. Архивировано из оригинала 28 июля 2012 года.
4. ↑  SS Hartlebury (англ.). wrecksite.eu. Дата обращения: 17 декабря 2011. Архивировано из оригинала 28 июля 2012 года.
5. ↑  Kheti MV (1927~1951) (англ.). wrecksite.eu. Дата обращения: 17 декабря 2011. Архивировано из оригинала 28 июля 2012 года.
6. ↑  Фотография SS Orient City (англ.) (недоступная ссылка — история). mowbars.plus.com. Дата обращения: 17 декабря 2011.
7. ↑  SS Queen City (англ.). wrecksite.eu. Дата обращения: 17 декабря 2011. Архивировано из оригинала 28 июля 2012 года.
8. ↑  SS Temple Arch (англ.). wrecksite.eu. Дата обращения: 17 декабря 2011. Архивировано из оригинала 28 июля 2012 года.
9. ↑  HMS Seagull (N85) (англ.). uboat.net. Дата обращения: 17 декабря 2011. Архивировано из оригинала 28 июля 2012 года.
10. ↑  HMS Speedy (J17) (англ.). uboat.net. Дата обращения: 17 декабря 2011. Архивировано из оригинала 28 июля 2012 года.
11. ↑  HMS Norfolk (78) (англ.). uboat.net. Дата обращения: 17 декабря 2011. Архивировано из оригинала 28 июля 2012 года.
12. ↑  HMS NORFOLK - County-type Heavy Cruiser including Convoy Escort Movements (англ.). naval-history.net. Дата обращения: 17 декабря 2011. Архивировано из оригинала 15 августа 2012 года.
13. ↑  HMS Eclipse (H08) (англ.). uboat.net. Дата обращения: 17 декабря 2011. Архивировано из оригинала 28 июля 2012 года.
14. ↑  HMS Icarus (D03) (англ.). uboat.net. Дата обращения: 17 декабря 2011. Архивировано из оригинала 28 июля 2012 года.
15. ↑  HMS Bramble (J11) (англ.). uboat.net. Дата обращения: 17 декабря 2011. Архивировано из оригинала 28 июля 2012 года.
16. ↑  HMS Gossamer (J63) (англ.). uboat.net. Дата обращения: 17 декабря 2011. Архивировано из оригинала 28 июля 2012 года.
17. ↑  HMS Leda (J93) (англ.). uboat.net. Дата обращения: 17 декабря 2011. Архивировано из оригинала 28 июля 2012 года.
18. ↑  HMS Hussar (J82) (англ.). uboat.net. Дата обращения: 17 декабря 2011. Архивировано из оригинала 28 июля 2012 года.
19. 1 2  В. В. Щедролосев. "Роковые сороковые… Конвойные операции эскадренных миноносцев Северного флота в Великой Отечественной войне. стр.98-99 Сборник «Гангут», № 11’1996.